# Kodamadagu, Pavagada
Kodamadagu là một làng thuộc tehsil Pavagada, huyện Tumkur, bang Karnataka, Ấn Độ.